# José Álvarez-Benavides de la Torre
José Álvarez-Benavides de la Torre (ur. 9 września 1865 w Maladze, zm. 13 września 1936 w Tahali) – hiszpański męczennik i błogosławiony Kościoła katolickiego.

## Życiorys
Pochodził z rodziny hrabiowskiej Torres Marín. Po wstąpieniu do seminarium duchownego w 1878 został wyświęcony na kapłana. Od 1927 był dziekanem kapituły katedralnej w Almeríi. Został aresztowany w czasie prześladowań 23 sierpnia 1936, a następnie 13 września tego samego roku został stracony przez rozstrzelanie.
Jego beatyfikacja i 114 towarzyszy odbyła się 25 marca 2017 pod przewodnictwem kard. Angelo Amato.